# Oscar Underwood
Oscar Wilder Underwood né le 6 mai 1862 à Louisville dans le Kentucky et mort le 25 janvier 1929, est de 1915 à 1927 le sénateur démocrate de l'Alabama. Il est le premier Leader des démocrates au Sénat de 1920 à 1923.

## Biographie
Il s'installe à Birmingham (Alabama) en 1884 et remporte l'élection à la Chambre des représentants en 1896. Underwood exerce les fonctions de chef de la majorité à la Chambre de 1911 à 1915. Il soutient fermement le programme progressiste du président Woodrow Wilson et milite pour une réduction des tarifs douaniers. Il a été élu au Sénat en 1914 et a exercé les fonctions de chef de la minorité au Sénat de 1920 à 1923. Il s’est opposé sans succès à la prohibition fédérale, estimant qu'il appartenait aux gouvernements des États et aux administrations locales de réglementer la question.
Underwood a posé sa candidature au Congrès national démocrate pour l'élection présidentielle de 1912, mais le congrès a choisi Woodrow Wilson après quarante-six tours de scrutin. Il a refusé la proposition à la vice-présidence qui a été attribuée à Thomas R. Marshall. Underwood s'est présenté de nouveau à la présidence en 1924 comme opposant éminent du Ku Klux Klan. Underwood et ses partisans, l’un des rares politiciens de premier plan anti-Klan dans le Sud à l’époque, n’ont toutefois pas réussi à faire adopter une résolution démocrate condamnant le Klan. Les démocrates ont finalement désigné John W. Davis comme candidat de compromis. Underwood a refusé de se représenter au Sénat en 1926 et s'est retiré dans sa plantation Woodlawn, dans le comté de Fairfax, en Virginie, où il est décédé en 1929.
Il fait l'objet d'un épisode de la série télévisée Profiles in Courage.